# Postnik
Postnik (bulgariska: Постник) är ett distrikt i Bulgarien.   Det ligger i kommunen Obsjtina Momtjilgrad och regionen Kărdzjali, i den södra delen av landet, 220 km sydost om huvudstaden Sofia.